# Hristo Prodanov
Hristo Prodanov (bug. Христо Проданов, Karlovo, 24. veljače 1943. – Mount Everest, 21. travnja 1984.), bugarski alpinist i prvi Bugarin koji se popeo na Mount Everest.
Kao petnaestogodišnjak počinje se zanimati za alpinizam i uključio u alpinističku skupinu pri Tehničkoj strojarskoj školi »Hristo Botev«. Sljedeće godine sudjelovao je na Županijskoj ljetnoj olimpijadi na Pirinu. Diplomirao je 1972. crnu metalurgiju na Kemijsko-tehnološkom fakultetu. Kao student osvojio je mnoge bugarske vrhove. Kao član nacionalne ekspedicije 1962. uspeo se na Triglav, u slovenskim Julijskim Alpama, i na Jalovec. Sljedećih godina osvajao je alpske vrhove, Olimp, Kavkaz... U kolovozu 1975. popeo se na vrhunac Pamira, a nakon toga i Hindukuša. U povijest bugarskoga alpinizma upisuje se usponom na Lhotse 1981., kao prvi Bugarin koji je osvojio vrh viši od 8000 metara, koji je opisao u knjizi »Lhotse – 8516 m« (1982.). Dana 20. travnja 1984. u 18 sat i 45 minuta osvojio je Mount Everest, čime je Bugarska postala 19. država čiji je državljanin osvojio najviši vrh Himalaje. Nakon 33 minute na »krovu svijeta«, izgubljena je radioveza s Prodanovom. Pretpostavlja se da je preminuo zbog nedostatka kisika.
Prva bugarska ekspecdicija na Mount Everest 1984. proglašena je u izboru Bugarske nacionalne televizije 2010. kao najznačajniji bugarski športski podvig XX. st. U rodnom Karlovu škola nosi njegovo ime, a u podnožju Stare planine nalazi se njegovo poprsje. 
U podnožju Everesta poginula je 2004. i njegova nećakinja, Marijana Maslarova, zajedno s još jednim bugarskim alpinistom Hristom Hristovim.